# Sede Mundial de John Deere
La Sede Mundial de John Deere es un complejo de cuatro edificios ubicados en 5,7 km² de terreno en One John Deere Place, Moline (Estados Unidos). El complejo sirve como sede corporativa para la empresa de equipos pesados agrícolas John Deere. Los terrenos están abiertos los siete días de la semana y todos pueden entrar y verlos de forma gratuita.

## Historia
El complejo se inauguró el 20 de abril de 1964. Los edificios fueron diseñados por el arquitecto finlandés-estadounidense Eero Saarinen, quien murió antes de que se completara su construcción, solo cuatro días después de firmar el contrato para los edificios más nuevos. El proyecto fue terminado por el arquitecto Kevin Roche. Fue construido de acuerdo con las instrucciones del presidente de Deere & Company, William Hewitt, utilizando acero resistente a la intemperie COR-TEN, una de las primeras aplicaciones arquitectónicas del material, que le dio al edificio un aspecto terroso a medida que se oxidaba y envejecía. En celebración del Bicentenario de Illinois de 2018, la sede mundial de John Deere fue seleccionada como uno de los 200 Grandes Lugares de Illinois por el componente de Illinois del American Institute of Architects (AIA Illinois) y fue reconocida por la revista USA Today Travel como uno de los 25 lugares que hay que ver en Illinois.

## Instalaciones
Dentro del edificio hay oficinas para más de 900 empleados y un auditorio con 350 asientos. La instalación también alberga el museo agrícola , con la historia de la agricultura y la creación de la empresa en 1837. Este museo está ubicado entre la sala de exhibición.

## Paisaje
El diseño del campus fue creado por Hideo Sasaki de la firma de arquitectura paisajista Sasaki Associates. El diseño obtuvo un premio ASLA Classic en 1991 y es considerado por muchos como el escenario corporativo arquetípico.